# Flóres saga konungs og sona hans
Flóres saga konungs og sona hans (la saga del rey Flóres y sus hijos) es una de las sagas caballerescas de origen islandés escrita en nórdico antiguo hacia el siglo XIV. Aunque algunas características y personajes inducen a pensar de la influencia de una obra foránea, la saga parece ser una obra autóctona. Resalta la aparición de sirenas (margýgur) en la saga, «que aparentan peces en el agua, pero seres humanos en tierra». El autor anónimo también habla despectivamente de aquellos que descartan todos los cuentos de misterio por considerarlos de ficción.

## Sinopsis
La trama se centra en el rey Flores de Traktia que secuestra Elina de Kartagia en África, quien le proporciona tres hijos. En ausencia de Flores, el padre de Elina la rescata y lleva de vuelta junto a sus hijos, pero el barco naufraga. Con el tiempo, Flores se vuelve a casar y tiene una hija llamada Elina. Sintram es un caballero que se enamora de Elina. Después de una brutal batalla, Flores captura a Sintram, matando a sus dos hermanos, y toma tres caballeros de su séquito como rehenes. En espera de su ejecución, los tres caballeros cuentan la historia de sus vidas, lo que permite a Flores reconocerlos como sus tres hijos perdidos. Flores les concede el perdón. Sintram se casa con Elina, y sus tres hijos se convierten en gobernantes de Inglaterra, Gascuña y África.